# Xadrassak Kíbia
Xadrassak Kíbia (en rus: Шадрасак Кибья) és un poble d'Udmúrtia, a Rússia, que el 2012 tenia 172 habitants. Pertany al raion d'Alnaixi.